# Gustaf Cavallius
Gustaf Adolf Erengisle Cavallius, (född Hyltén-Cavallius men bytte till enbart Cavallius 1972), född 6 november 1932 i Bareilly, Indien, död 14 augusti 2014 i Göteborg, var en svensk konsthistoriker med särskild inriktning mot bildanalys.

## Biografi
Gustaf Cavallius växte upp i Brittiska Indien, nuvarande Pakistan där fadern Carl-Gustaf Hyltén-Cavallius arbetade för Svenska Tändsticks Aktiebolaget, samt var konsul i Karachi för Sverige. På grund av andra världskriget kom Cavallius att få sin grundläggande skolutbildning på Hallet War School, i Naintal samt i Mousouri. Efter kriget sändes Cavallius hem till Sverige för att studera vid Lundsbergs skola där han tog studentexamen 1951. Efter inledande studier i juridik vid Uppsala Universitet växlade han över till humaniora. 1956 tog han en fil. kand. med konsthistoria som huvudämne. 1972 disputerade Cavallius på en avhandling om Diego Velazquez målning "Spinnerskorna". Därefter sökte han sig till Göteborg där han 1 januari 1973 fick ett vikariat som universitetslektor som senare omvandlas i fast anställning. 1983 utsågs han till docent i konstvetenskaplig bildanalys.

## Verksamhet
I avhandlingen Velazquez' Las hilanderas: an explication of a picture regarding structure and associations presenterar Cavallius en metod för bildanalys som hämtar inspiration från gestaltpsykologi, i Rudolf Arnheims tappning, nykritiska riktningar inom litteraturvetenskapen samt strukturalism. Genom en extrem närläsning av bildens komposition lades, enligt Cavallius, grunden för en mer objektiv tolkning av den. Metoden utvecklades i en längre artikel om bilderböcker 1977  och Henri Matisse Apollon 1984. Det var emellertid genom sina medryckande muntliga bildtolkningar som lärare vid Göteborgs universitet som Cavallius hade störst inflytande.